# فیلیپ منزل
فیلیپ منزل (انگلیسی: Phillip Menzel؛ زادهٔ ۱۸ اوت ۱۹۹۸) بازیکن فوتبال اهل آلمان است.
وی همچنین در تیم‌های ملی فوتبال جوانان آلمان، جوانان آلمان، و زیر ۲۰ سال آلمان بازی کرده‌است.